# Den Rette
Den Rette er en dansk stum melodramafilm fra 1913 produceret af Kinografen efter manuskript af C.B. Dethlefsen. Filmens instruktør er ukendt. 
Filmen havde dansk premiere den 11. august 1913 i Kinografens egen biograf på Frederiksberggade i København.

## Handling
En hofjægermester har økonomiske problemer. Hans søn er hemmeligt forlovet med sognepræstens datter, men efter råd fra hofjægermesterens sagfører, besluttes det, at sønnen skal giftes med den rige godsejerdatter for at redde økonomien. Sønnen giftes med godsejerdatteren, og præstedatteren bliver sygeplejerske. Få år efter bliver godsejerdatteren syg og indlægges på hospitalet, hvor sygeplejersken arbejder. Det går op for godsejerdatteren, at hendes mand elsker sygeplejersken, og hun begår selvmord, så hendes mand kan få den rette.

## Medvirkende
- Otto Jacobsen - Hofjægermester Brockdorf
- Anton de Verdier - Oluf Brockdorf, hofjægermesterens søn
- Peter Kjær - Sognepræsten
- Edith Buemann Psilander - Agnete, sognepræstens datter
- Oda Rostrup - Emilie Krantz
- H.C. Nielsen - Sagfører Linde